# Cornelis van Alkemade
Cornelis (of Kornelis) van Alkemade (Noordwijk, 11 mei 1654 – Rotterdam, 12 mei 1737) was een Nederlandse geschiedschrijver en een gepassioneerd verzamelaar van oudheden, zowel van munten als van oude manuscripten. Door zijn vele publicaties verwierf Van Alkemade in zijn tijd een groot gezag als kenner van oudheden.

## Levensloop
Cornelis van Alkemade werd op 11 mei 1654 in Noordwijk geboren. Op 24 februari 1672 werd hij aan de Universiteit van Leiden ingeschreven voor de Rechtenstudie. Na zijn studie trad hij in dienst van de Leidse notaris Nicolaas Paats, wiens opvolger hij in 1680 werd. Hij trouwde met diens dochter Elisabeth Paats, die kort daarna overleed. Cornelis van Alkemade hertrouwde in 1682 met Johanna Riemer. Zij was een achternicht van de vader van de Haagse stadshistoricus Jacob de Riemer. Mogelijk heeft Jacob de Riemer bij zijn aangetrouwde oom de belangstelling voor oudheden gewekt. Cornelis van Alkemade leerde landmeten en oude handschriften af te schrijven.

### Rotterdamse tijd
Van Alkemades drukke werkzaamheden als notaris belemmerden zijn historische studies en daarom besloot hij in 1687 van zijn zwager de functie van eerste commies ten kantore der convoyen en licenten bij de Admiraliteit van Rotterdam over te nemen. Zijn nieuwe baan bood hem meer gelegenheid om zich met de oudheden bezig te houden. Cornelis onderhield contacten met geleerden als J. van Leeuwen, Antonius Matthaeus III en Joachim Oudaen. Ook leverde hij informatie en aantekeningen aan de Katwijkse predikant Adrianus Pars voor zijn boek Catti aborigines Batavorum. Dat is: de Katten de voorouders der Batavieren, ofte de twee Katwĳken aan See en aan den Rĳn... (1697). Later werkte Van Alkemade veel samen met Mr. Pieter van der Schelling (1692-1751), die met Alkemades dochter Alida was getrouwd. Dit was een vruchtbare samenwerking. Van Alkemade ontbrak het aan scherpte en hij was weinig methodisch, terwijl zijn schoonzoon wel over deze eigenschappen beschikte. Cornelis van Alkemade overleed op 12 mei 1737 in Rotterdam, waarna Van der Schelling tot zijn eigen overlijden in 1751 diens werk voortzette.

### Geschiedenis van Rotterdam
Als Rotterdammer leverde Van Alkemade een belangrijke bijdrage aan de geschiedschrijving van zijn stad, onder andere door het boek Rotterdamse heldendaden onder de stadvoogdy van den jongen heer Frans van Brederode, genaamt Jonker Fransen oorlog (1724) over de Jonker Fransenoorlog. Van Alkemade droeg dit werk op aan de burgemeesters van Rotterdam, ter ere van de onthoofde burgemeester, die medestander van de jonker was geweest.

### Vervalser?
Cornelis van Alkemade werd door Balthazar Huydecoper en Jan Wagenaar van het vervaardigen van de valse Rijmkroniek van Klaas Kolijn verdacht, maar hij werd door de Leidse hoogleraar Adriaan Kluit vrijgepleit. Kluit stelde dat Reinier de Graaf jr., die het manuscript voor veel geld aan Van Alkemade had verkocht, waarschijnlijk de vervalser was.

### Nalatenschap
Na de dood van Van der Schelling werd een deel van de collectie-Van Alkemade/Van der Schelling verkocht, terwijl een ander deel in de familie bleef en eerst in 1848 op een veiling in Amsterdam werd verkocht. Toen de Leidse hoogleraar Adriaan Kluit de collectie wilde raadplegen in verband met de valse Rijmkroniek, was de resterende collectie in het bezit van Salomon Bosch. Toen G.D.J. Schotel in 1830 zijn dubbelbiografie over Van Alkemade en Van der Schelling schreef, was zij in het bezit van de familie van Vollenhoven. Deze lieten het restant in januari 1848 in Amsterdam veilen. Van deze veiling is een catalogus bewaard gebleven.

## Trivia
In Rotterdam zijn een hof en een straat naar Cornelis van Alkemade vernoemd: (van) Alkemadehof en de (van) Alkemadestraat. In Amsterdam is er een Cornelis van Alkemadestraat en in Tilburg is er de Van Alkemadestraat.

## Werken
- Behandeling van 't Kamp-regt, d'aaloude en opperste regts-vordering voor den Hove van Holland onder de eerste graaven (Delft, 1699; herdrukt in 1700; door Pieter van der Schelling vermeerde uitgave, 1740).
- Hollandse Jaar-boeken of Rijm-Kroniek van Melis Stoke, behelzende de geschiedenissen des lands onder de princen van het eerste huis tot den jare 1305, (Leiden, 1699). Dit was de derde keer dat deze rijmkroniek werd uitgegeven.
- Muntspiegel der Graven van Holland. De goude en zilvere gangbaare penningender Graaven en graavinnen van Holland (Delft, 1700).
- Inleidinge tot het ceremonieel en de plegtigheden der begraavenissen en der wapenkunde (Delft, 1713).
- Rotterdamse heldendaden onder de stadvoogdy van den jongen heer Frans van Brederode, genaamt Jonker Fransen oorlog : beschreven en met egte meest ongedrukte bewyzen bekragtigt door Kornelis van Alkemade (Rotterdam, 1724).

Met Pieter van der Schelling:
- Beschryving van de stad Briele en den landen van Voorn (Rotterdam, 1729; 2 dln. in 1 band).
- Nederlandsche Displegtigheden (Rotterdam, 1732-1735; 3 dln.).